# Système d'avertissement automatique continu
 (avril 2024).
La mise en forme du texte ne suit pas les recommandations de Wikipédia : il faut le « wikifier ».
Les points d'amélioration suivants sont les cas les plus fréquents. Le détail des points à revoir est peut-être précisé sur la page de discussion.
- Les titres sont pré-formatés par le logiciel. Ils ne sont ni en capitales, ni en gras.
- Le texte ne doit pas être écrit en capitales (les noms de famille non plus), ni en gras, ni en italique, ni en « petit »…
- Le gras n'est utilisé que pour surligner le titre de l'article dans l'introduction, une seule fois.
- L'italique est rarement utilisé : mots en langue étrangère, titres d'œuvres, noms de bateaux, etc.
- Les citations ne sont pas en italique mais en corps de texte normal. Elles sont entourées par des guillemets français : « et ».
- Les listes à puces sont à éviter, des paragraphes rédigés étant largement préférés. Les tableaux sont à réserver à la présentation de données structurées (résultats, etc.).
- Les appels de note de bas de page (petits chiffres en exposant, introduits par l'outil «  Source ») sont à placer entre la fin de phrase et le point final[comme ça].
- Les liens internes (vers d'autres articles de Wikipédia) sont à choisir avec parcimonie. Créez des liens vers des articles approfondissant le sujet. Les termes génériques sans rapport avec le sujet sont à éviter, ainsi que les répétitions de liens vers un même terme.
- Les liens externes sont à placer uniquement dans une section « Liens externes », à la fin de l'article. Ces liens sont à choisir avec parcimonie suivant les règles définies. Si un lien sert de source à l'article, son insertion dans le texte est à faire par les notes de bas de page.
- La présentation des références doit suivre les conventions bibliographiques. Il est recommandé d'utiliser les modèles {{Ouvrage}}, {{Chapitre}}, {{Article}}, {{Lien web}} et/ou {{Bibliographie}}. Le mode d'édition visuel peut mettre en forme automatiquement les références.
- Insérer une infobox (cadre d'informations à droite) n'est pas obligatoire pour parachever la mise en page.

Pour une aide détaillée, merci de consulter Aide:Wikification.
Si vous pensez que ces points ont été résolus, vous pouvez retirer ce bandeau et améliorer la mise en forme d'un autre article.
 (avril 2024).
Si vous disposez d'ouvrages ou d'articles de référence ou si vous connaissez des sites web de qualité traitant du thème abordé ici, merci de compléter l'article en donnant les références utiles à sa vérifiabilité et en les liant à la section « Notes et références ».
 (avril 2024).
Le Système d'Avertissement Automatique Continu (en anglais Continuous Automatic Warning System (CAWS)) est une forme de signalisation en cabine et de système de protection des trains utilisé en Irlande pour aider les conducteurs de train à observer et à respecter les signaux en bordure de voie.

## Historique
Le CAWS est utilisé sur les trains diesel de l'Iarnród Éireann depuis 1984. Tous les trains de NI Railways opérant à travers les frontières doivent également être équipés du CAWS. Des circuits de voie codés, qui forment la base du système (voir ci-dessous), sont installés sur tous les trajets suburbains et interurbains de Dublin à Cork, Limerick et Athlone, ainsi qu'à la frontière sur la ligne de Belfast.
Ce système est d'origine américaine, étant initialement fourni par Union Switch & Signal (en) (US&S), alors une division de Westinghouse Air Brake Company (WABCO). L'équipement actuel est fourni par SASIB, une division d'Alstom.

## Principes de fonctionnement
Le CAWS répète les aspects indiqués par les signaux lumineux en couleur en bordure de voie sur une unité d'affichage d'aspect (ADU) à l'intérieur de la cabine du conducteur. L'ADU affiche en continu l'aspect qui était indiqué par le signal précédent jusqu'à une mise à jour environ 350 mètres avant le signal suivant. L'ADU affiche ensuite l'aspect indiqué par ce signal.
Un changement d'affichage de l'ADU vers un aspect moins restrictif (par exemple, du double jaune au vert) est appelé une mise à niveau, tandis qu'un changement vers un aspect plus restrictif (par exemple, du simple jaune au rouge) est appelé une rétrogradation. Tout changement d'affichage de l'ADU est accompagné d'une indication sonore. Un son de type "trille" momentané indique une mise à niveau. Une rétrogradation est accompagnée d'un signal sonore continu et de l'illumination de l'interrupteur de reconnaissance qui doit être actionné par le conducteur dans les sept secondes pour éviter une application automatique des freins pendant une minute. Cela n'est pas récupérable tant que le temps n'est pas écoulé. La reconnaissance par le conducteur dans les sept premières secondes silence immédiatement le signal sonore.

## Détails techniques
Le système se compose de circuits de voie codés et d'équipements embarqués. Les circuits de voie codés transmettent des informations sur l'aspect du signal à l'équipement embarqué via deux bobines de capture montées à l'avant du train, une au-dessus de chaque rail.
Le signal porteur de 50 Hz est modulé avec des codes de forme d'onde carrée pulsée selon l'aspect du signal. Aucun code n'est généré pour un aspect rouge. Le système est donc sûr, car la perte de code entraînera une indication rouge sur l'ADU.
Codes : 50, 120 et 180 cpm (cycles par minute).
Traduits par le CAWS en Jaune, Double Jaune et Vert.
Dans les zones électrifiées du DART, une fréquence porteuse différente de 83,3 Hz est utilisée pour éviter les interférences de la fréquence du courant électrique de 50 Hz. Il existe également une gamme plus étendue de codes car ils contrôlent également la protection automatique des trains sur les unités DART.
Codes : 50, 75, 120, 180, 270 et 420 cpm.
Traduits par le CAWS en Jaune, Vert, Jaune, Vert, Double Jaune et Vert.
Traduits par le DART ATP en limites de vitesse de 29 km/h, 30 km/h, 50 km/h, 50 km/h, 75 km/h et 100 km/h.
Les conducteurs de trains diesel doivent sélectionner la fréquence porteuse appropriée lorsqu'ils se déplacent vers ou depuis une zone électrifiée. "Porteuse 1" (50 Hz) est utilisée dans les zones non électrifiées et "Porteuse 2" (83,3 Hz) est utilisée dans les zones électrifiées.

## Avantages
Étant donné que le CAWS est un système continu, une mise à niveau peut se produire n'importe où entre les signaux. Le conducteur peut alors accélérer en sachant que le signal devant a changé pour un aspect meilleur, même s'il n'est pas encore visible. De même, le conducteur peut rapidement réagir à une rétrogradation inattendue, qui peut être le résultat du retour du signal à rouge par le régulateur de signaux en cas d'urgence.

### Inconvénients
Étant donné que le CAWS dépend des circuits de voie pour son fonctionnement, il ne peut pas être appliqué là où des compteurs d'essieux sont utilisés pour la détection des trains (c'est-à-dire dans les zones "mini-CTC") sans coût supplémentaire.
Le CAWS n'agit pas en cas de franchissement d'un signal à l'arrêt si l'aspect Rouge a été reconnu.